# Aristolochiazuur II
Aristolochiazuur II is, naast aristolochiazuur I, een van de twee bestanddelen van aristolochiazuur.